# Diglyphus phytomyzae
Diglyphus phytomyzae is een vliesvleugelig insect uit de familie Eulophidae. De wetenschappelijke naam is voor het eerst geldig gepubliceerd in 1912 door Ruschka.